# Estación de Sessenheim
La estación de Sessenheim  es una estación ferroviaria francesa de la línea que va de Estrasburgo a Lauterburgo situado en el territorio de la ciudad de Sessenheim en el departamento Bajo Rin en la región de Alsacia.
Comenzó a funcionar en 1876, durante la anexión alemana, por la Dirección Imperial General de Ferrocarriles de Alsacia-Lorena. 
Es una parada de viajeros de la Sociedad Nacional de Ferrocarriles franceses (SNCF) de la red TER Alsacia, comunicado por los trenes expresos regionales.

## Situación ferroviaria
Establecida a 123 metros de altitud, la estación de Sessenheim está situada en el punto kilométrico (PK) 31,186 entre las estaciones de Drusenheim et de Rountzenheim.

## Historia
La línea de Estrasburgo a Lauterburgo, que cruza la ciudad y los pueblos, fue construida por la Dirección Imperial General de Ferrocarriles de Alsacia-Lorena que puso en funcionamiento el 25 de julio de 1876. La estación de Sessenheim fue puesta en marcha con la línea.
En marzo de 2013, la frecuencia de viajeros a la estación fue de  691 montants y 685 descendus de trenes de la línea Estrasburgo - Lauterburgo.

## Servicio de pasajeros

### Acogida
La parada de SNCF, es un punto de parada no administrado (PANG) al libre acceso. Está equipada de autómatas por la compra de títulos de transporte. Dispone de dos muelles laterales encuadrando dos vías.

### Servicio
Sessenheim parada de viajeros de red , comunicada por los expresos regionales de la comunicación: Estrasburgo - Lauterburgo, o Roeschwoog.

### Comodidad
La estación cuenta con un aparcamiento para bicicletas y uno para vehículos. Para complementar el servicio ferroviario, está comunicada por  los autobuses TER de la comunicación entre la estación de Lauterburgo y la estación de Rœschwoog.